# 塚田光
塚田 光（つかだ ひかる、1989年7月11日 - ）は、日本の元子役。東京都出身。

## 来歴・人物
- 血液型はAB型。[1]
- セントラルチャイルド[1]に所属していた。
- 1997年時点での特技は、「舌を回すこと」[1]。
- 1990年代半ばから後半にかけて子役として活躍した。
- 2019年時点では三菱商事に勤め、人事部採用チームに所属していた。[2]

## 出演作品
テレビドラマ
- 八つ墓村（CX, 1995年10月13日）
- 城崎殺人事件（TBS, 1995年10月30日）

- 超力戦隊オーレンジャー 第46話（ANB, 1996年2月9日）- 男の子 役

- ガールズplus1 第3話（CX, 1996年4月15日）
- ラブの贈りもの 第1シリーズ（TBS, 1996年7月22日 - 8月30日）- 渡辺 健也 役
- オトナの男[1]（TBS, 1997年7月6日 - 9月28日）
- ラブの贈りもの 第2シリーズ（TBS, 1997年7月21日 - 8月29日）- 渡辺 健也 役
- 土曜ワイド劇場『死刑囚 永山則夫と母』（ANB, 1998年8月1日）

映画
- 愛を乞うひと（1998年9月26日公開）- 和知 武則（7歳時）役
- 学校の怪談４（1999年7月10日公開）- 野々井 護 役

テレビCM
- 金鳥 蚊取り線香